# Гуцал Петро Федорович
Петро́ Фе́дорович Гуцал (21 червня 1921, Янів (нині — Іванів), Теплицький район, Вінницька область — 29 березня 1996, Москва, Росія) — український і російський письменник, перекладач.

## З життєпису
Учасник німецько-радянської війни, військовий льотчик.
1947 року закінчив Львівський державний університет імені Івана Франка за спеціальністю педагог. Був членом правління Московської письменницької організації.
Займався розвитком місцевих творчих клубів і гуртків, зокрема, 1983 року був присутнім на проведенні першого засідання «Клубу цікавих зустрічей» в Набережних Човнах.
Писав про враження від перебування в багатьох країнах світу, нелегку працю радянських моряків далекого плавання в книгах:
- 1954, Київ — Австралийская трагедия. Записки советского моряка;
- 1955, Москва — Вдали от родных берегов;
- 1963, Київ — На хвилях двох океанів;
- 1964, Київ — Придунайські вогні;
- 1972, Уфа — Под чужим небом.

Перекладав українською мовою п'єси, зокрема «Перед вечерею» Віктора Розова та «Океан» Олександра Штейна.
Помер 29 березня 1996 року у Москві. 

## Цікавинки
Приїздив на Дні літератури до Бєлгорода, у цих поїздках його супроводив білгородський поет та прозаїк, співробітник Бюро пропаганди художньої літератури, письменник-фронтовик Геннадій Семенович Ураков. На ранковому представленні Гуцала Ураков повідомив про збитий ним в часі війни 21 літак. В часі обіднього представлення кількість збитих літаків збільшилася до 42-х. На вечірньому виступі їх було вже 64. Не бажаючи образити колегу по письменницькому цеху, за вечерею Гуцал акуратно попросив Уракова більше не перебільшувати його бойові заслуги. Після вислуханого останній дещо відсторонено налив собі «гіркої», мовчки випив, та закусивши, запитав: «А що це, Петре Федоровичу, вам стало так жаль цих фашистських літаків?»